# Oselce
Oselce (též Oselec, německy Wosseletz, zastarale Woseletz, Wosoletz a Wassenbach) jsou obec v okrese Plzeň-jih v Plzeňském kraji. Celkem v nich žije 345 obyvatel.

## Historie
První písemná zmínka o vesnici pochází z roku 1394.

## Obyvatelstvo
| Rok            | 1869  | 1880  | 1890  | 1900  | 1910  | 1921  | 1930  | 1950 | 1961 | 1970 | 1980 | 1991 | 2001 | 2011 | 2021 |
| -------------- | ----- | ----- | ----- | ----- | ----- | ----- | ----- | ---- | ---- | ---- | ---- | ---- | ---- | ---- | ---- |
| Počet obyvatel | 1 344 | 1 443 | 1 312 | 1 227 | 1 260 | 1 122 | 1 045 | 770  | 745  | 610  | 505  | 406  | 381  | 341  | 345  |
| Počet domů     | 167   | 195   | 199   | 202   | 209   | 211   | 224   | 231  | 208  | 185  | 163  | 222  | 207  | 216  | 221  |

## Obecní správa

### Části obce
- Oselce
- Kotouň
- Nová Ves

V letech 1850–1879 k obci patřily i Řesanice.

### Obecní symboly
Znak a vlajka byly obci uděleny rozhodnutím předsedy Poslanecké sněmovny Parlamentu České republiky dne 13. listopadu 2002.

## Pamětihodnosti
- Barokní zámek Oselce s anglickým parkem využívá střední odborné učiliště.
- Kaple svaté Markéty na návrší severozápadně od vesnice
- Socha svatého Jana Nepomuckého
- Sloup se sochou svatého Donáta na severním kraji vesnice
- památný strom Oselecká lípa (obvod kmene 525 centimetrů)
- památný strom Buk v Oselcích (obvod kmene 597 centimetrů)
- Kloubovka – kaple a pramen v lesích nedaleko Kotouně

## Galerie

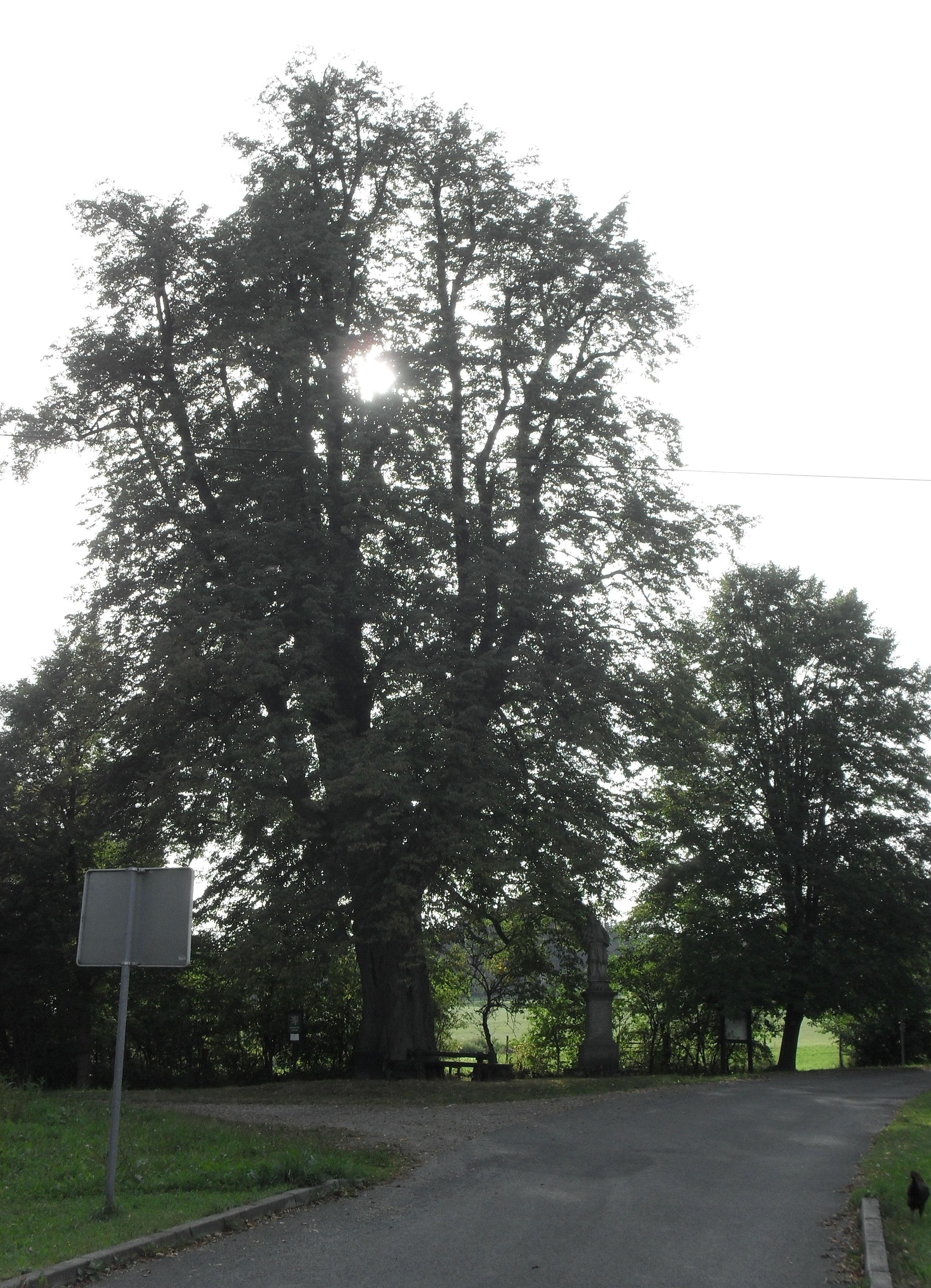
Oselecká lípa
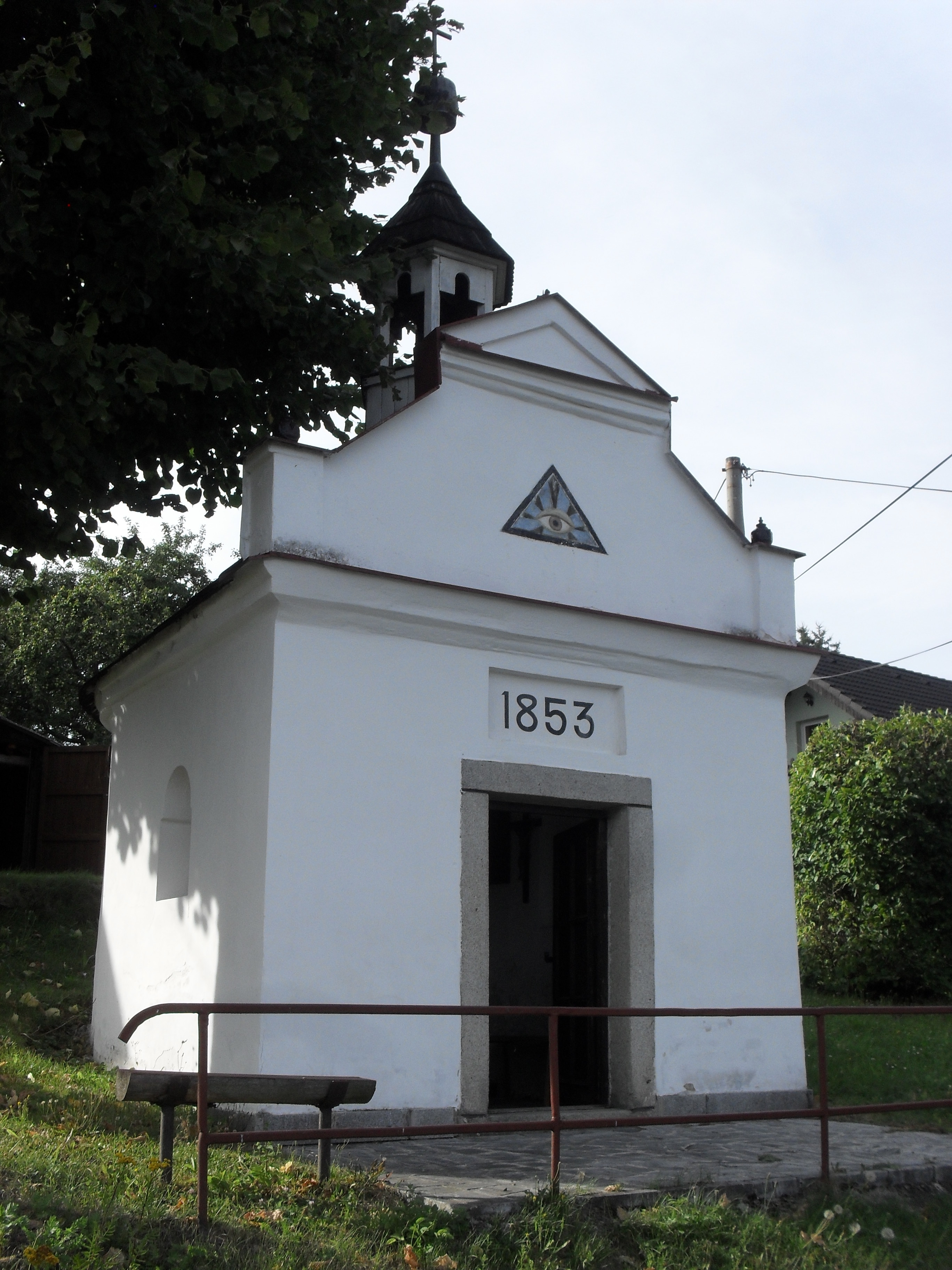
Kaplička na návsi
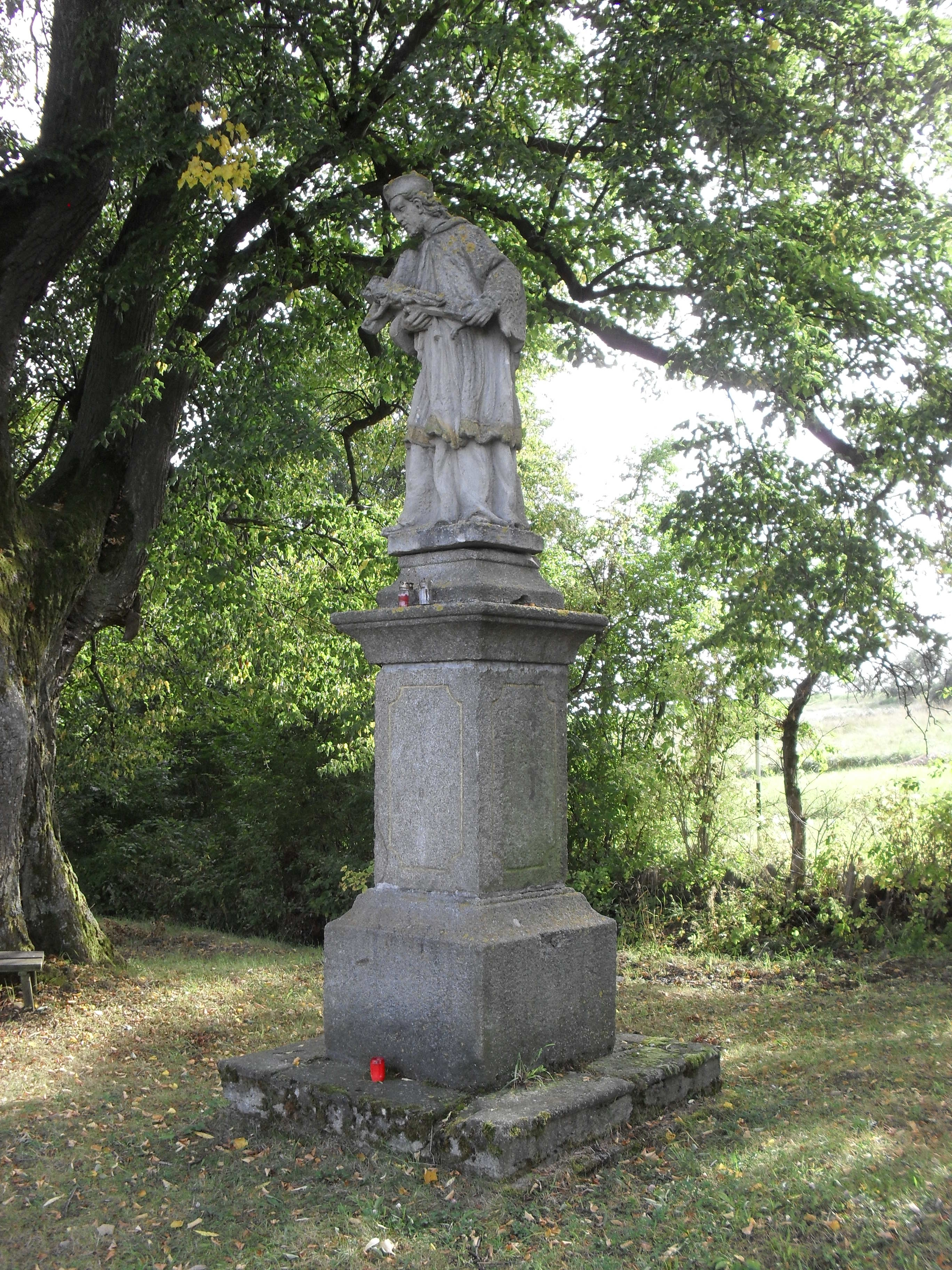
Socha svatého Jana Nepomuckého
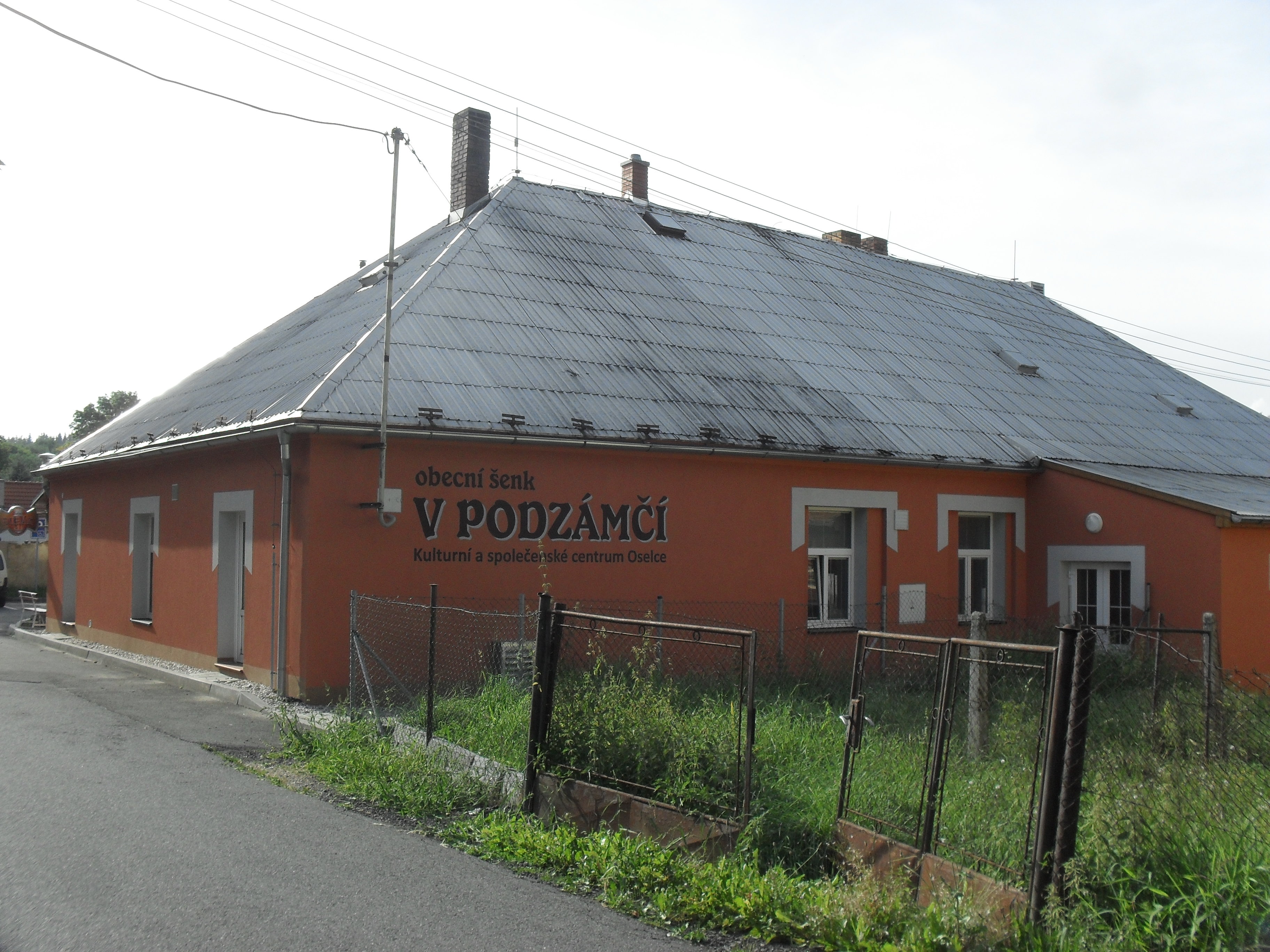
Obecní šenk
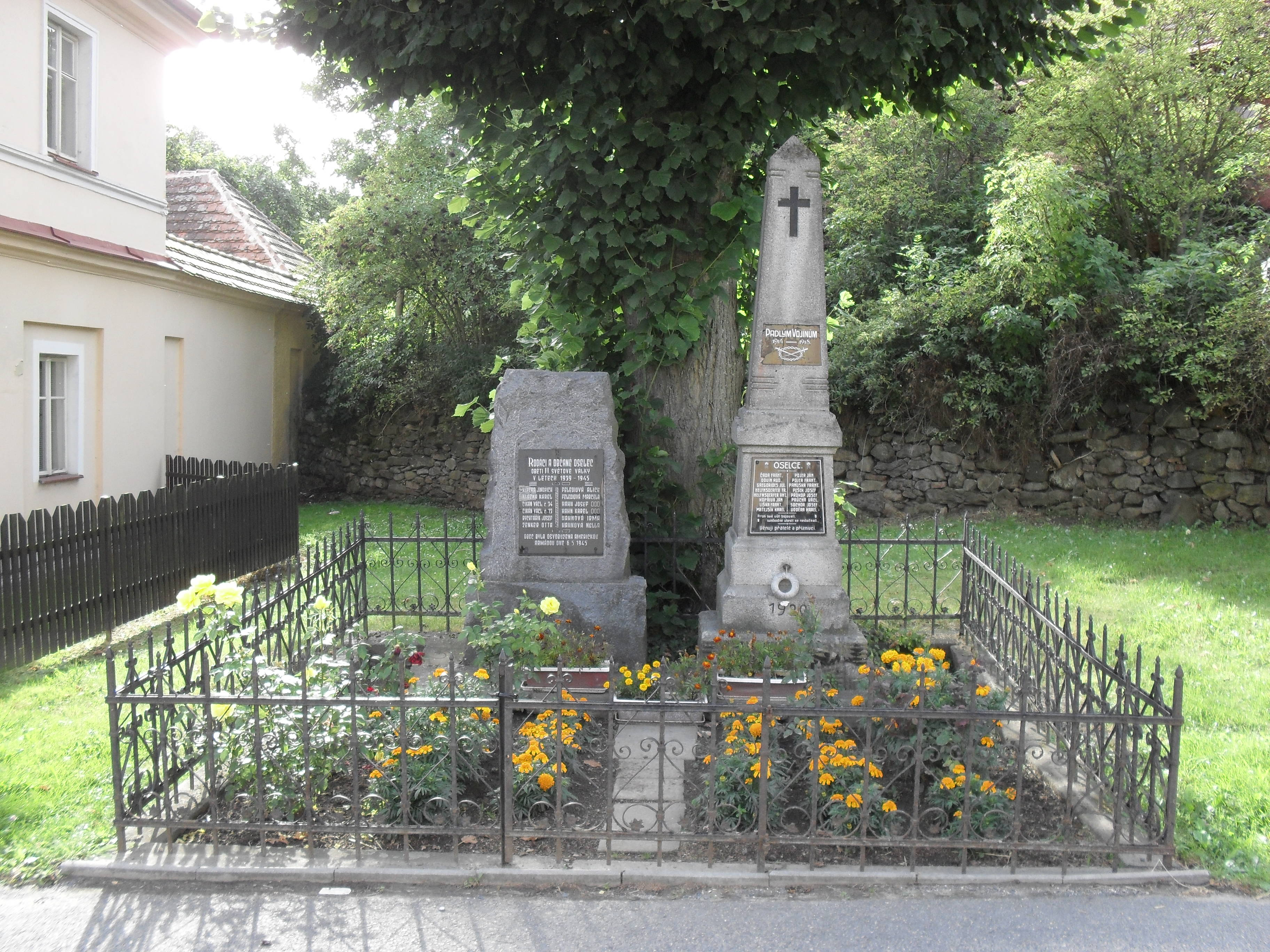
Památník obětem světových válek
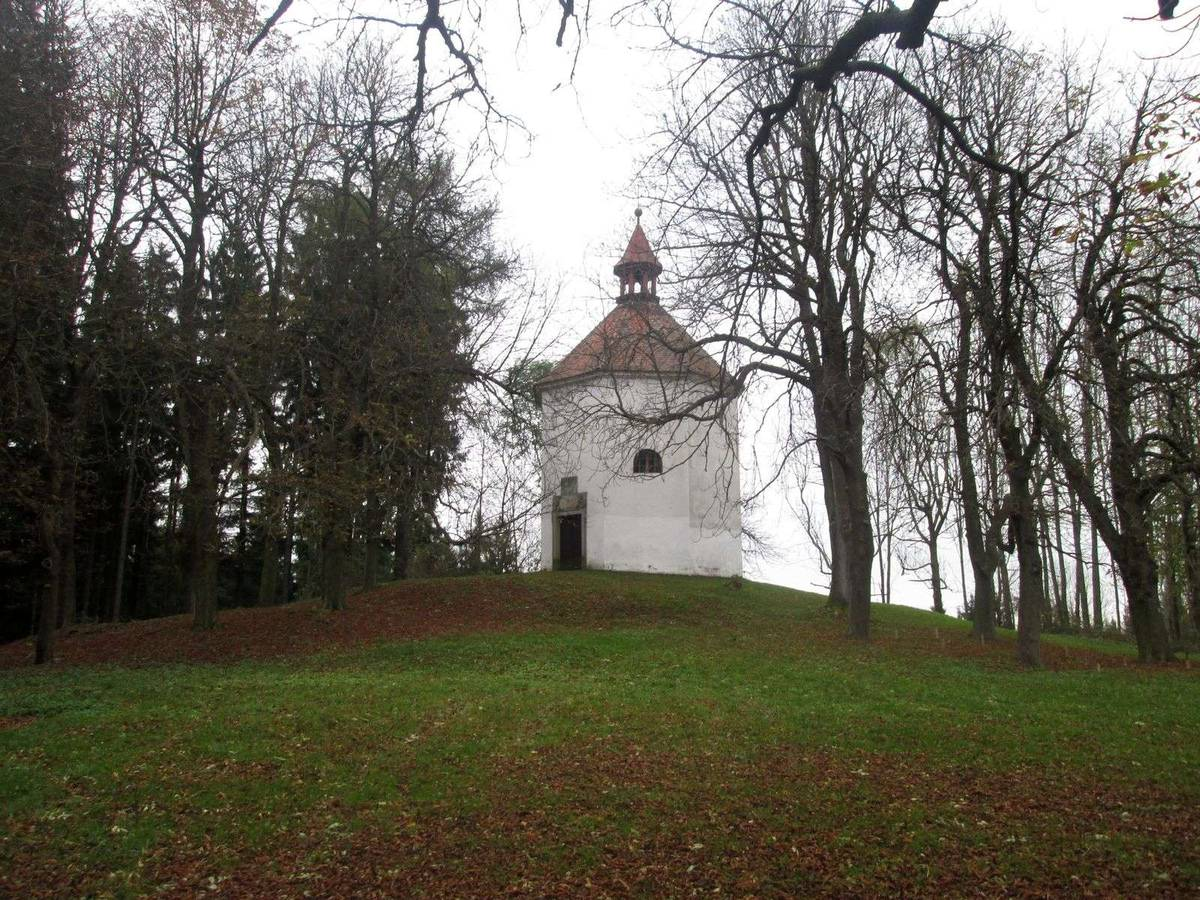
Kaplička svaté Markéty na vrchu západně od Oselců